# Wave Machines
Gli Wave Machines sono un gruppo musicale britannico formatosi nel 2007 a Liverpool.

## Storia del gruppo
Dopo aver pubblicato i singoli I Go I Go I Go e The Greatest Escape We Ever Made tramite l'etichetta indipendente Chess Club Records, la band firma un contratto con la Neapolitan Music Limited nel 2008. Con la nuova etichetta i quattro pubblicano altri tre singoli: Keep the Lights On, una nuova versione di I Go I Go I Go e Punk Spirit. Nel giugno 2009 viene pubblicato il loro album di debutto, intitolato Wave If You're Really There, ricco di influenze che vanno dal pop al rock e dalla disco all'elettronica. Dal 2011 al 2012 il gruppo si dedica alla registrazione del suo secondo album lavorando con il produttore discografico Lexxx, spostandosi dagli Sphere Studios a Battersea agli Whitewood Studios di Liverpool. Dopo essere stato mixato a Hornsey, Londra, Pollen è stato pubblicato il 21 gennaio 2013.

## Formazione
- Tim Bruzon - voce, chitarra ritmica, tastiera, sintetizzatore, programmazione
- Carl Bown - chitarra solista, tastiera, sintetizzatore, cori
- James Walsh - basso, clarinetto, percussioni, sintetizzatore, cori
- Vidar Norheim - batteria, percussioni, cori

## Discografia

### Album in studio
- 2009 - Wave If You're Really There
- 2013 - Pollen

### Singoli
- 2008 - I Go I Go I Go
- 2008 - The Greatest Escape We Ever Made
- 2009 - Keep the Lights On
- 2009 - Punk Spirit
- 2012 - Ill Fit